# جان ماري موريل
جان ماري موريل (بالفرنسية: Jean-Marie Morel)‏ هو مهندس معماري فرنسي، ولد في 21 أغسطس 1728 في ليون في فرنسا، وتوفي في 7 أكتوبر 1810 في إيكولي ‏ في فرنسا.